# Astragalus hoffmeisteri
Astragalus hoffmeisteri là một loài thực vật có hoa trong họ Đậu. Loài này được (Klotzsch) Ali miêu tả khoa học đầu tiên.